# Pecten (animal)
Pecten es un género de moluscos bivalvos marinos, que es el tipo del orden de los Pectinida, de la superfamilia de los Pectinoidea, de la familia de los Pectínidae, de la subfamilia de los Pectinininae y de la tribu de los Pectinini.
El género es conocido en el registro fósil desde el período cretáceo hasta el período cuaternario (desde hace 70,6 millones de años hasta la actualidad). Se encontraron conchas fósiles de este género en todo el mundo.

## Taxonomía

### Descripción
El género fue descrito en 1776 por el naturalista danés Otto Friedrich Müller, en su obra Zoologiæ Danicæ Prodromus, seu Animalium Daniæ et Norvegiæ indigenarum characteres, nomina, et synonyma imprimis popularium. Havniæ: Hallageri. (Ver digitalizada).

### Etimología
Müller tomóo el nombre Pecten del latín clásico pecten, -inis, "peine", y también el nombre de una "especie de ostra comestible" (seguramente una vieira).

### Especies
Según el WoRMS, el género comprende las siguientes especies:
- Pecten afribenedictus Kilburn & Dijkstra, 1995
- Pecten albicans (Schröter, 1802)
- Pecten dijkstrai Duncan & G. Wilson, 2012
- Pecten diomedeus Dall, Bartsch & Rehder, 1938
- Pecten dorotheae Melvill in Melvill & Standen, 1907
- Pecten erythraeensis G. B. Sowerby II, 1842
- Pecten excavatus Anton, 1838
- Pecten fumatus Reeve, 1852
- Pecten jacobaeus (Linnaeus, 1758)
- Pecten keppelianus Sowerby III, 1905
- Pecten maximus (Linnaeus, 1758)
- Pecten novaezelandiae Reeve, 1852
- Pecten raoulensis Powell, 1958
- Pecten sulcicostatus Sowerby II, 1842
- Pecten waikikius Dall, Bartsch & Rehder, 1938

Sin embargo, el ITIS y la ADW solo reconocen tres especies:
- Pecten chazaliei
- Pecten eucymatus
- Pecten maximus

## Características
Estos bivalvos se caracterizan por tener una de las dos valvas de su concha más voluminosa que la otra, que es plana y de color más oscura, normalmente parda. Se conocen vulgarmente como vieiras o conchas de Santiago, en algunos idiomas. 
Son hermafroditas, y cuando son jóvenes son machos, y después se hacen hembras. Sin embargo, algunos autores dicen que pueden ser hermafroditas simultáneos.
Viven en el mar, en fondos arenosos de hasta 100 m de profundidade, no muy lejos de la costa. Se desplazan al cerrar rápidamente las valvas de sus conchas. Algunos son comestibles muy demandados por los gourmets, en particular la vieira propiamente dicha (Pecten maximus).
En estado salvaje actúan como depuradores, filtrando la agua salada, una función que es especialmente importante en épocas de exceso de algas (por ejemplo, en las mareas rojas) que puedan poner en riesgo el equilibrio del ecosistema.
En Europa hay dos especies de vieiras, Pecten jacobaeus, que vive en los fondos arenosos del Mediterráneo, y Pecten maximus, que vive en fondos arenosos del Atlántico nordeste. 

## En la industria
Desde 1904 se  utiliza unha concha de Pecten como logotipo de la compañía petrolera Royal Dutch Shell. 

## Galería de imágenes

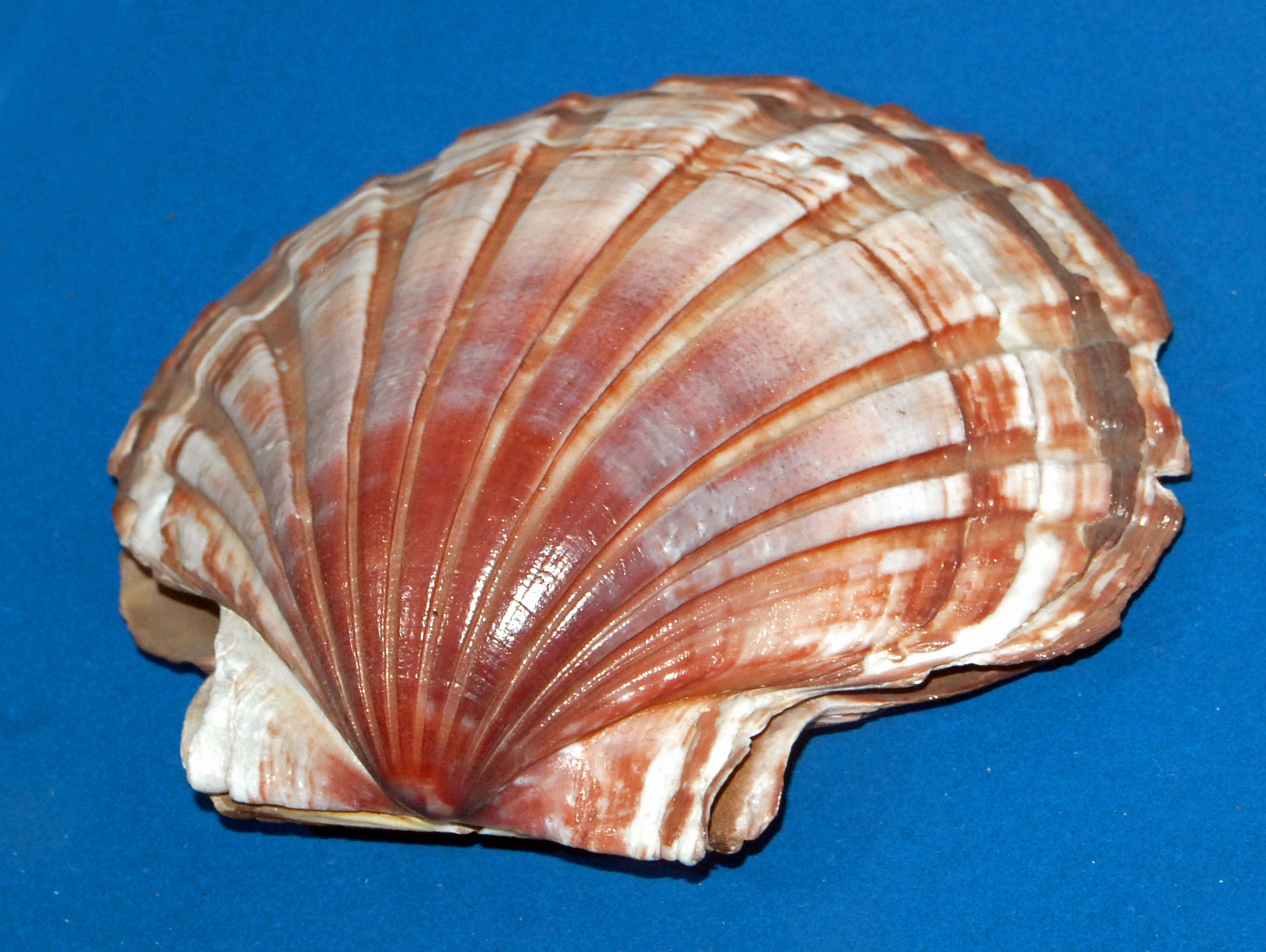
Pecten albicans
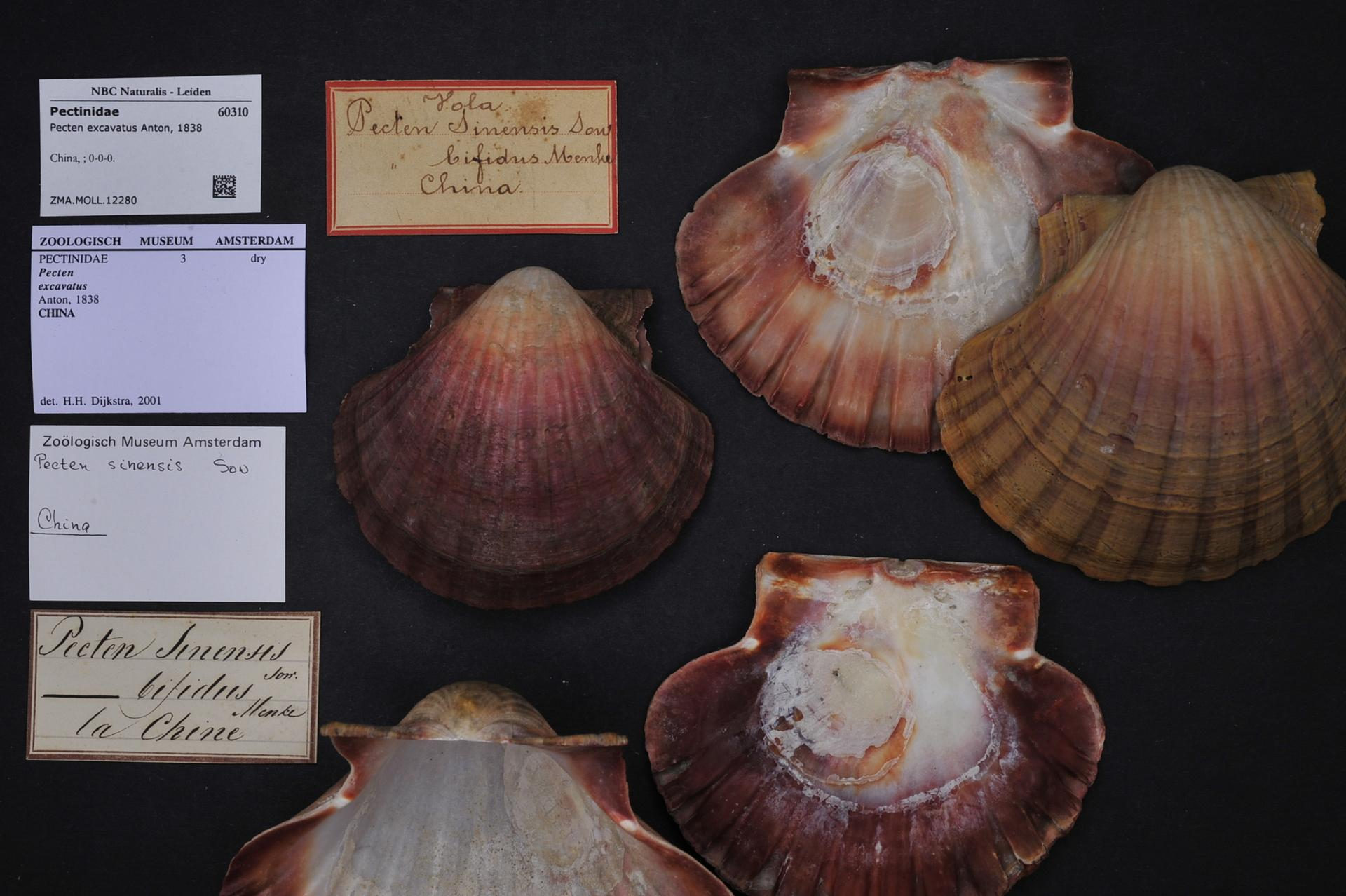
Pecten excavatus
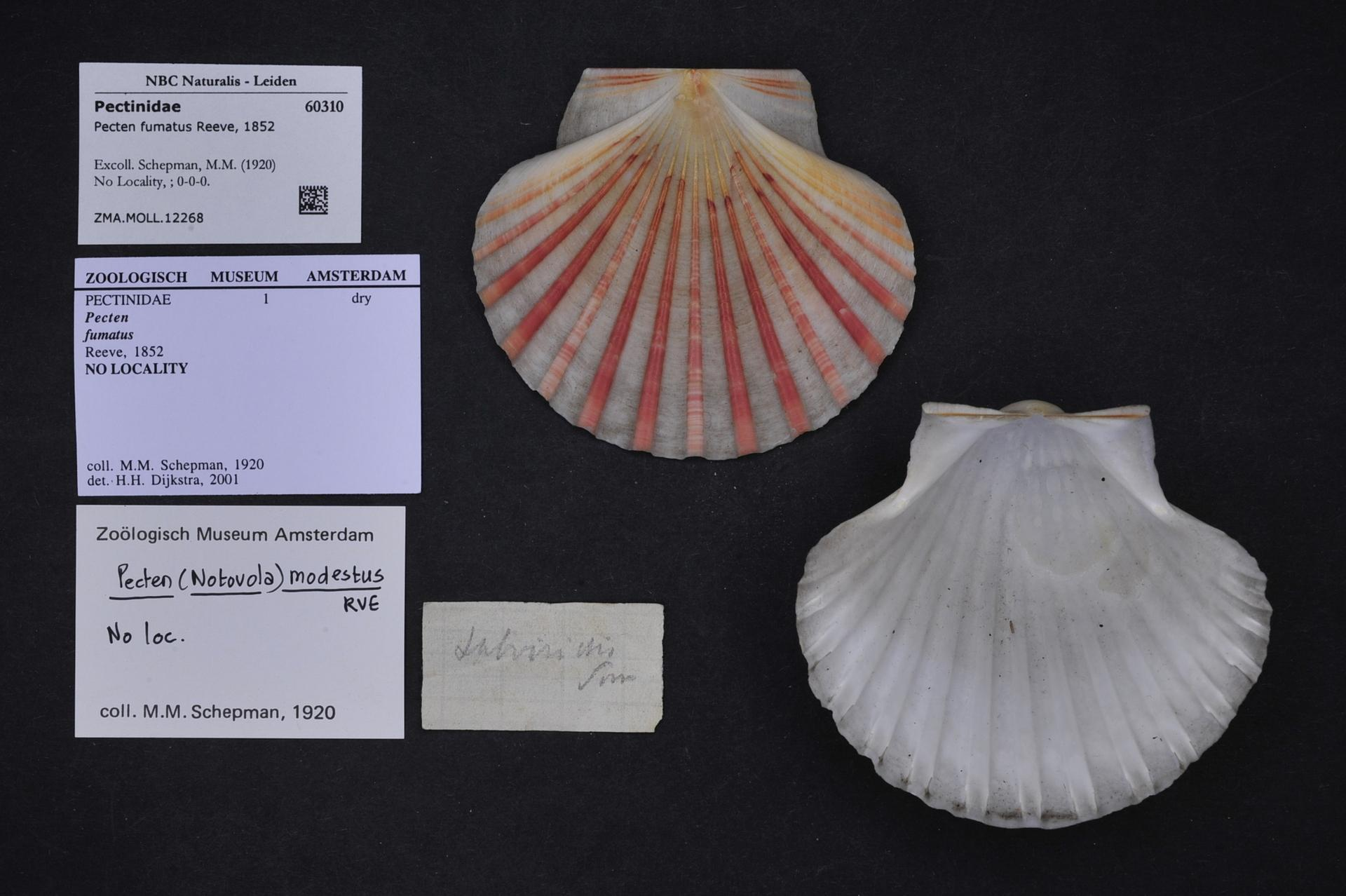
Pecten fumatus
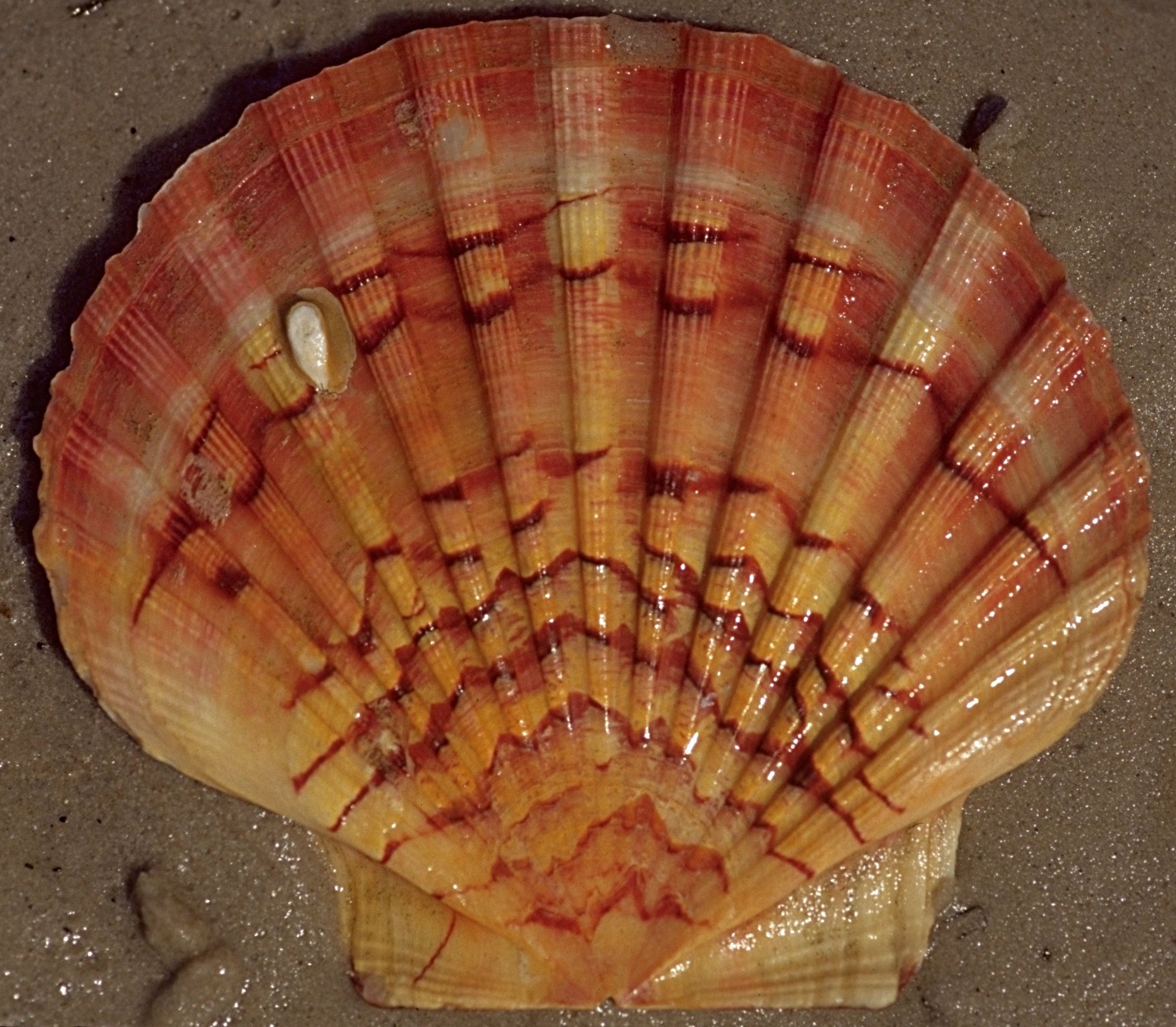
Pecten jacobaeus
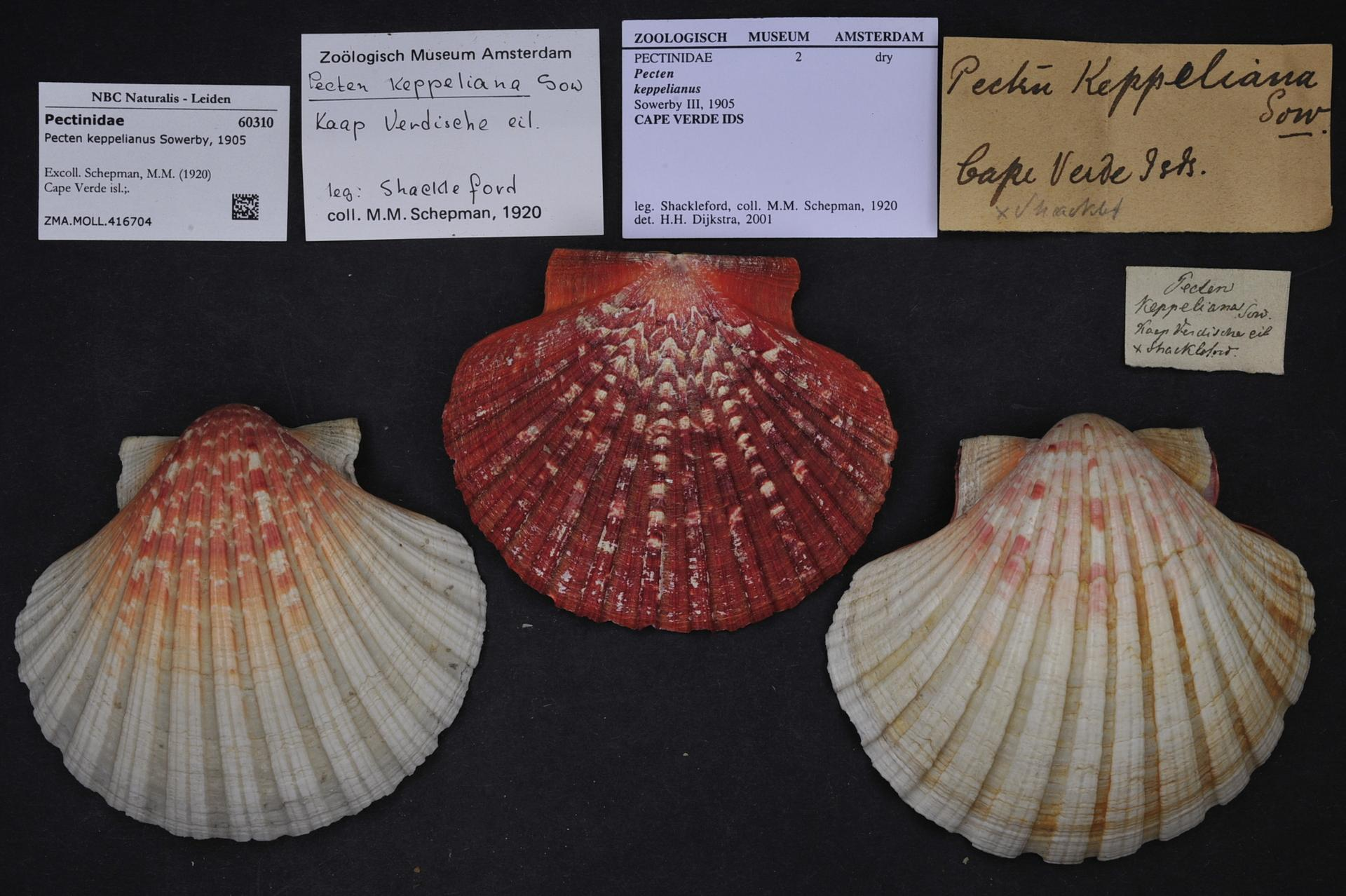
Pecten keppelianus

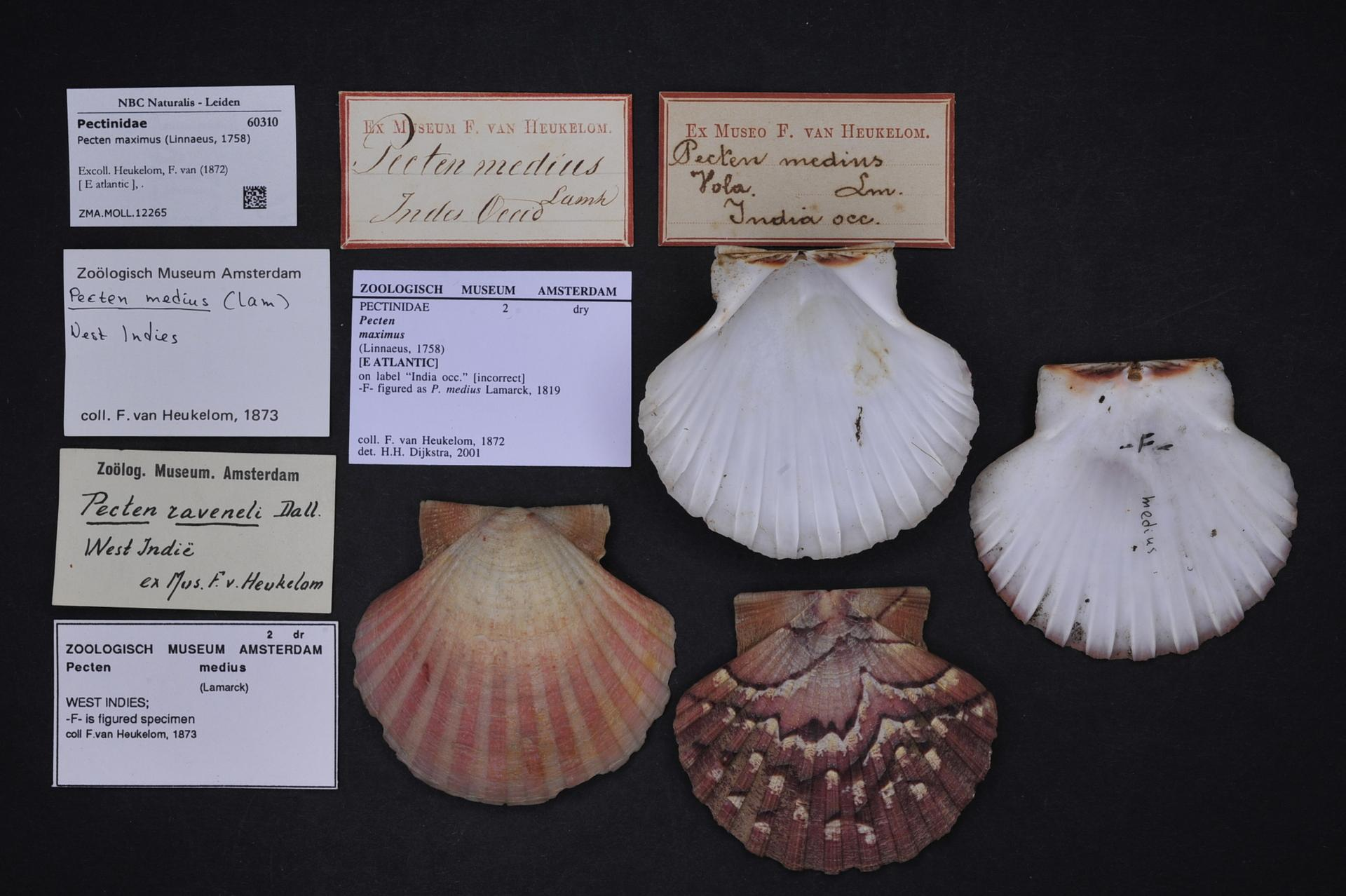
Pecten maximus
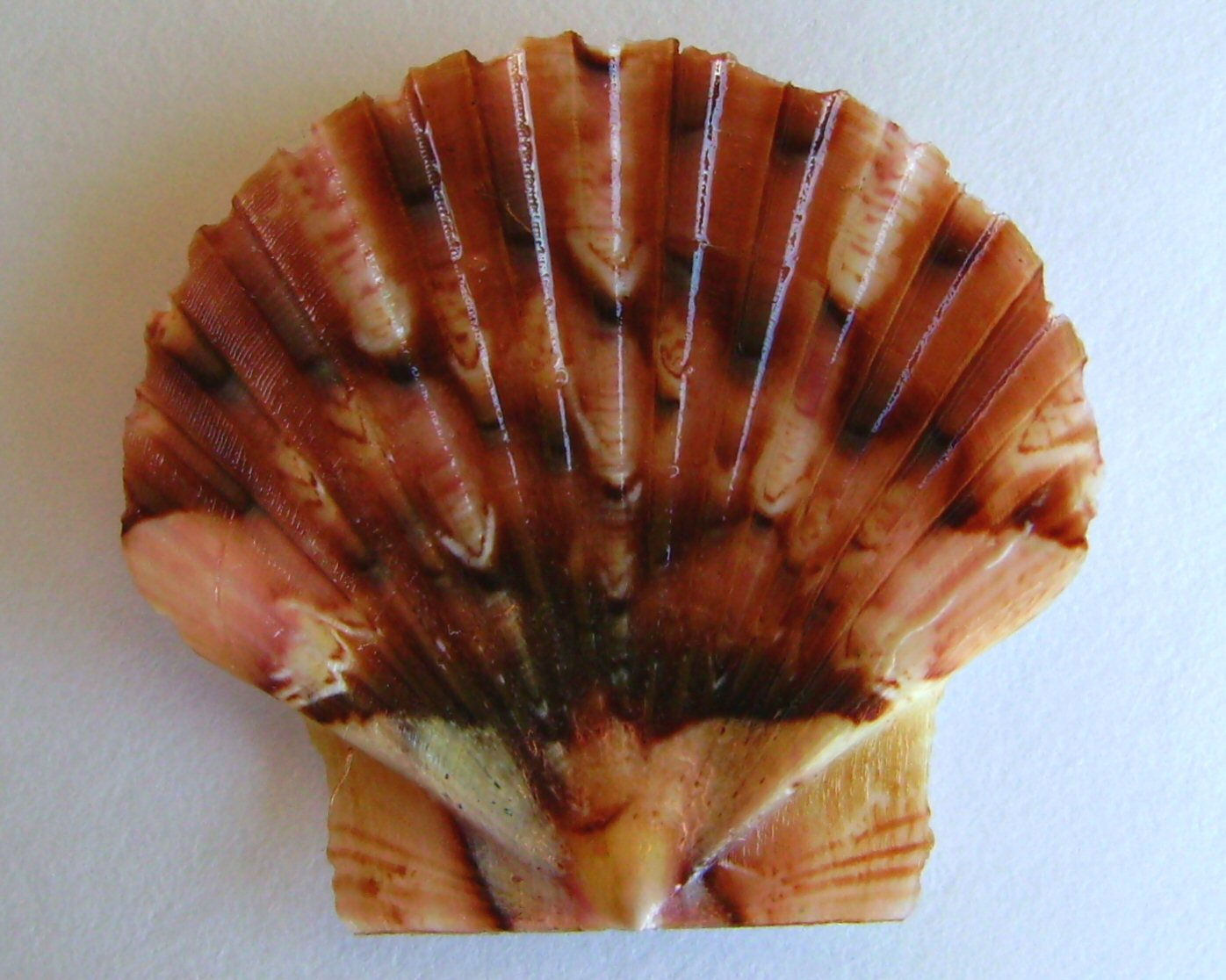
Pecten novaezelandiae
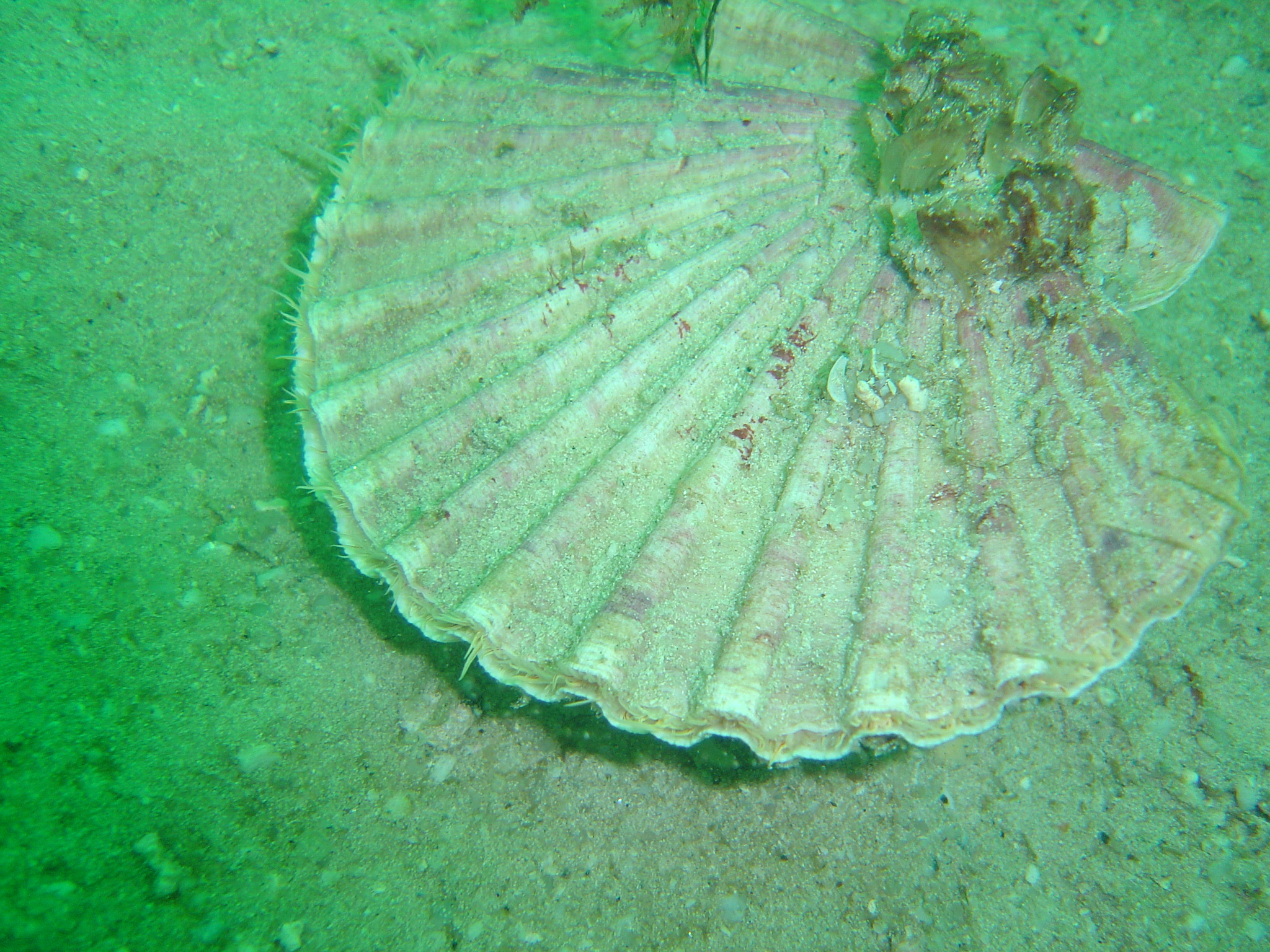
Pecten sulcicostatus
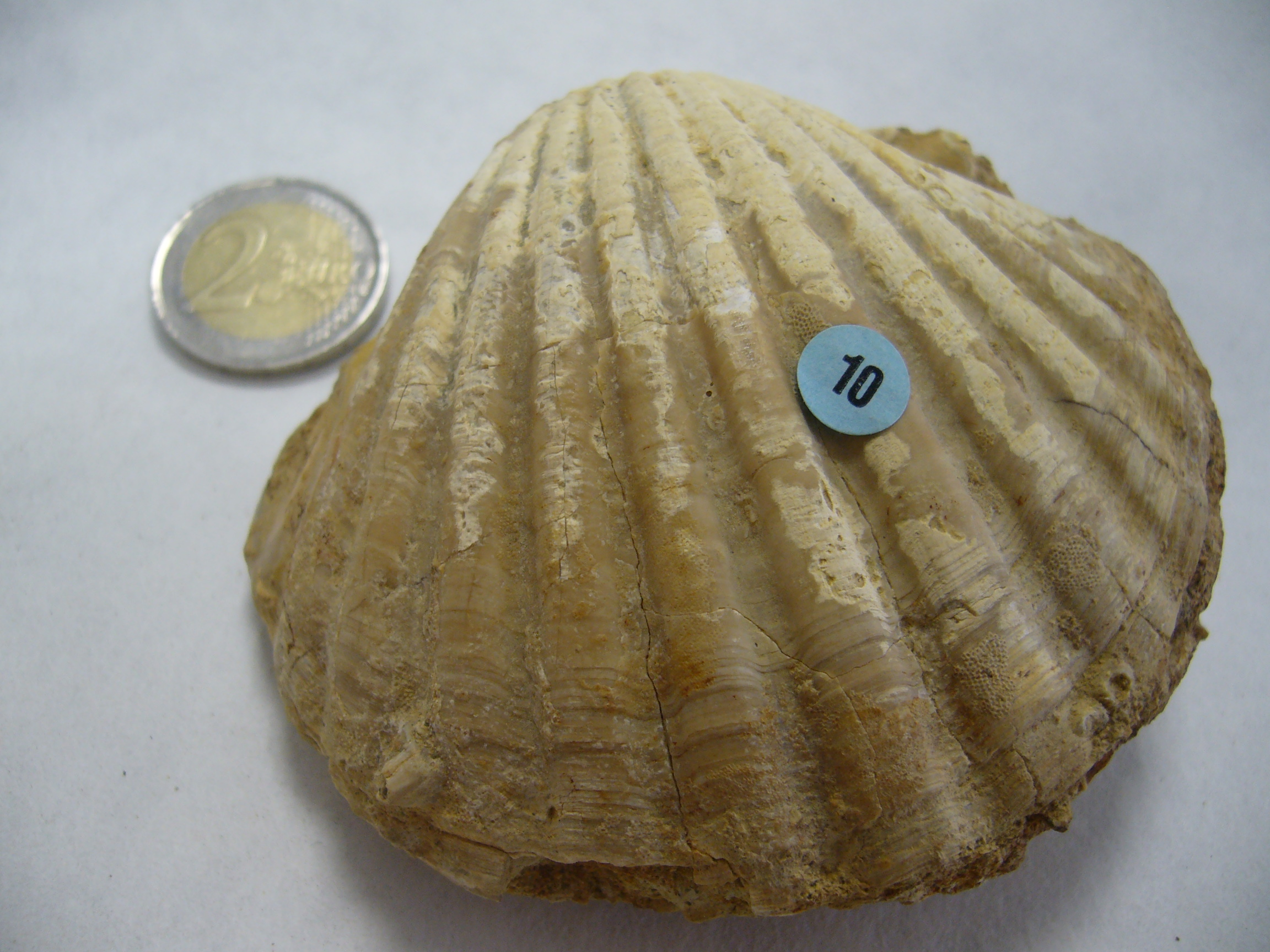
Pecten benedictus (fósil del mioceno)
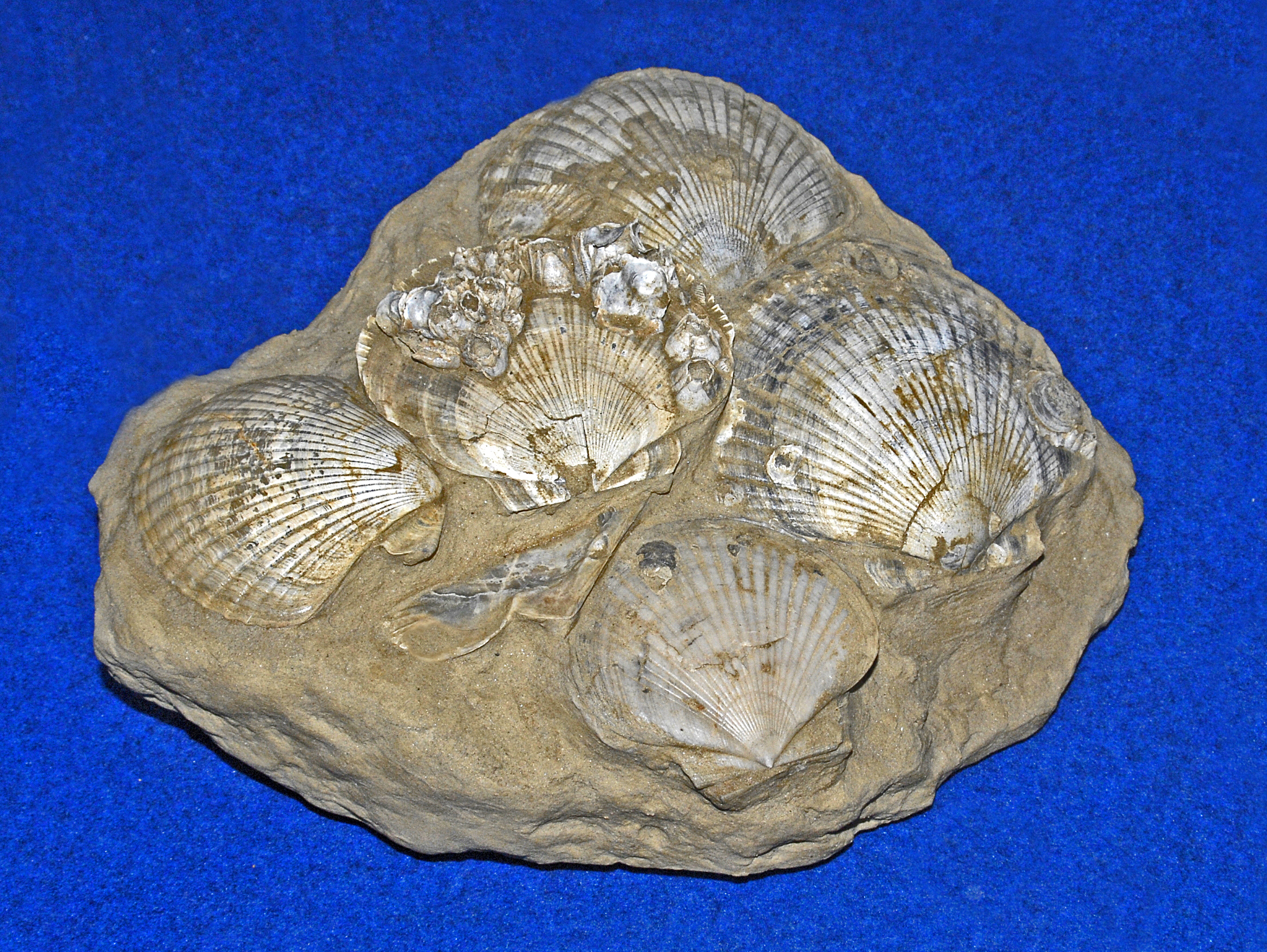
Pecten nigromagnus (fósil del plioceno)

### Otros artículos
- Bivalvos
- Pectinidae